# Fibrat vectorial
En matemàtiques, un fibrat vectorial és una construcció geomètrica on cada punt d'un espai topològic (o una varietat, o una varietat algebraica) li associem un espai vectorial de manera compatible, de manera que tots aquests espais vectorials, "enganxats junts", formen un altre espai topològic (o varietat diferenciable).
Un exemple típic és el fibrat tangent d'una varietat diferenciable: a cada punt de la varietat associem l'espai tangent de la varietat en aquest punt. O considerem una corba diferenciable en ℝ, i unim a cada punt de la corba la normal de la línia a la corba en aquest punt, això dona el "fibrat normal" de la corba. Aquest article tracta sobretot dels fibrats vectorials reals, amb fibres de dimensió finita. Els fibrats vectorials complexos també són importants en molts casos; són un cas especial, en el sentit que poden ser vistos com una estructura addicional en un fibrat real subjacent.

## Definició i primeres conseqüències
Un fibrat vectorial real ve donat per les dades següents:
- Espais topològics {\displaystyle X} (l'espai de base) i {\displaystyle L} (l'espai total)
- Una funció contínua {\displaystyle \pi \colon L\to X} (la projecció)
- Per a cada {\displaystyle x\in X} l'estructura d'un espai vectorial real en la fibra {\displaystyle \pi ^{-1}({x})} que satisfà la condició de compatibilitat següent: per a cada punt en {\displaystyle X} hi ha un veïnatge obert {\displaystyle U}, un nombre natural {\displaystyle n}, i un homeomorfisme

{\displaystyle \varphi \colon U\times {\mathbb {R} }^{n}\to \pi ^{-1}U}
tals que per a cada punt {\displaystyle x\in U}
- {\displaystyle \pi \varphi (X,v)=x} per a tots els vectors {\displaystyle v\in \mathbb {R} ^{n}}
- La funció {\displaystyle v\mapsto \varphi (x,v)} dona un isomorfisme entre l'espai vectorial {\displaystyle \mathbb {R} ^{n}} i {\displaystyle \pi ^{-1}({x})}.

El veïnatge obert {\displaystyle U} juntament amb l'homeomorfisme {\displaystyle \varphi } s'anomena una trivialització local del fibrat. La trivialització local mostra que localment la funció {\displaystyle \pi } s'assembla a la projecció de {\displaystyle U\times \mathbb {R} ^{n}} a {\displaystyle U}.
Un fibrat vectorial es diu trivial si hi ha una "trivialització global", és a dir, si s'assembla a la projecció {\displaystyle X\times \mathbb {R} ^{n}\to X}.
Cada fibrat vectorial {\displaystyle \pi \colon L\to X} és exhaustiu, ja que els espais vectorials no poden ser buits. Cada fibra {\displaystyle \pi ^{-1}({x})} és un espai vectorial real de dimensió finita i, per tant, té una dimensió {\displaystyle d_{x}}. La funció {\displaystyle x\mapsto d_{x}} és localment constant, és a dir, és constant en tota component connexa de {\displaystyle X}. Si és constant global en {\displaystyle X}, anomenem aquesta dimensió el rang del fibrat vectorial. Un fibrat vectorial de rang 1 es diu un fibrat de línia.

## Morfismes
Un morfisme des del fibrat vectorial {\displaystyle \pi _{1}\colon L_{1}\to X_{1}} al fibrat vectorial {\displaystyle \pi _{2}\colon L_{2}\to X_{2}} ve donat per un parell de funcions contínues {\displaystyle f\colon L_{1}\to E_{2}} i {\displaystyle g\colon X_{1}\to X_{2}} tals que
- {\displaystyle g\circ \pi _{1}=\pi _{2}\circ f}

- Per a cada {\displaystyle x\in X_{1}}, la funció {\displaystyle \pi _{1}^{-1}({x})\to \pi _{2}^{-1}({g(x)})} induïda per {\displaystyle f} és una transformació lineal entre els espais vectorials.

La composició de dos morfismes és una altra vegada un morfisme, i obtenim la categoria dels fibrats vectorials.
Podem també considerar la categoria de tots els fibrats vectorials sobre un espai base fix {\displaystyle X}. Com morfismes en aquesta categoria prenem aquests morfismes, la funció dels quals sobre l'espai base és la funció identitat de {\displaystyle X}.
Cal notar que aquesta categoria és no abeliana: el nucli d'un morfisme de fibrats vectorials no és, en general, un fibrat vectorial de manera natural.

## Seccions i feixos localment lliures

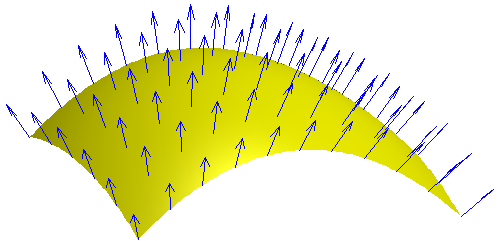
L'aplicació que associa una normal a cada punt d'una superfície es pot considerar una secció. La superfície és l'espai X, i a cada punt x hi ha un vector en l'espai connectat a x.

Donat un fibrat vectorial {\displaystyle \pi \colon L\to X} i un subconjunt obert {\displaystyle U} de {\displaystyle X}, podem considerar seccions de {\displaystyle \pi } en {\displaystyle U}, és a, dir funcions contínues {\displaystyle s\colon U\to L} amb {\displaystyle \pi \circ s} = {\displaystyle {\rm {id}}_{U}}.
Essencialment, una secció assigna a cada punt de {\displaystyle U} un vector de l'espai vectorial associat, d'una manera contínua. Per exemple, les seccions del fibrat tangent d'una varietat diferenciable no són altra cosa que els camps vectorials en aquesta varietat.
Sigui {\displaystyle F(U)} el conjunt de totes les seccions en {\displaystyle U}. Llavors {\displaystyle F(U)} conté sempre com a mínim un element: la funció {\displaystyle s} que mapeja cada element {\displaystyle x} de {\displaystyle U} a l'element zero de l'espai {\displaystyle \pi ^{-1}({x})}. Amb la suma punt a punt i la multiplicació escalar de seccions, {\displaystyle F(U)} es converteix, també, en un espai vectorial real. La col·lecció d'aquests espais vectorials és un feixos d'espais vectorials en {\displaystyle X}.
Si {\displaystyle s} és un element de {\displaystyle F(U)} i {\displaystyle \alpha \colon U\to \mathbb {R} } és una funció contínua, llavors {\displaystyle \alpha \circ s} està en {\displaystyle F(U)}. Veiem que {\displaystyle F(U)} és un mòdul sobre l'anell de funcions amb valors reals contínues en {\displaystyle U}. A més, si {\displaystyle O_{X}} denota el feix d'estructura de funcions amb valors reals contínues en {\displaystyle X}, llavors {\displaystyle F} es converteix en un feix de {\displaystyle O_{X}}-mòduls.
No tot feix de {\displaystyle O_{X}}-mòduls sorgeix d'aquesta manera d'un fibrat vectorial: només els localment lliures. La raó és la següent: localment estem buscant seccions d'una projecció {\displaystyle U\times \mathbb {R} ^{n}\to U}; aquestes són exactament les funcions contínues de {\displaystyle U\to \mathbb {R} ^{n}}, i una tal funció és una {\displaystyle n}-tupla de funcions contínues {\displaystyle U\to \mathbb {R} }.
Encara més: la categoria dels fibrats vectorials reals en {\displaystyle X} és equivalent a la categoria dels feixos localment lliures i finitament generats de {\displaystyle O_{X}}-mòduls. Podem pensar els fibrats vectorials com que estan dins de la categoria de feixos de {\displaystyle O_{X}}-mòduls; aquesta darrera categoria és abeliana, així que aquí és on podem calcular nuclis de morfismes de fibrats vectorials.

## Operacions en els fibrats vectorials
Dos fibrats vectorials de {\displaystyle X}, sobre el mateix cos, tenen suma de Whitney (o suma directa), la fibra del qual en qualsevol punt es defineix com la suma directa de fibres. De manera similar, el producte tensorial i l'espai dual poden ser introduïts fibra a fibra.

## Variants i generalitzacions
Els fibrats vectorials són fibrats especials, en el sentit que són precisament aquells que tenen espais vectorials com a fibres.
Els fibrats vectorials diferenciables es defineixen requerint que {\displaystyle L} i {\displaystyle X} siguin varietats diferenciables, {\displaystyle \pi \colon L\to X} sigui una funció diferenciable, i les funcions de trivialització local {\displaystyle \varphi } siguin difeomorfismes.
Si substituïm els espais vectorials reals per complexos, obtenim fibrats vectorials complexos. Aquest és un cas especial de reducció del grup d'estructura d'un fibrat. També es poden utilitzar espais vectorials sobre altres cossos topològics. Si permetem espais de Banach arbitraris a la trivialització local (en lloc de només {\displaystyle \mathbb {R} ^{n}}), obtenim fibrats de Banach.